# Papel maché

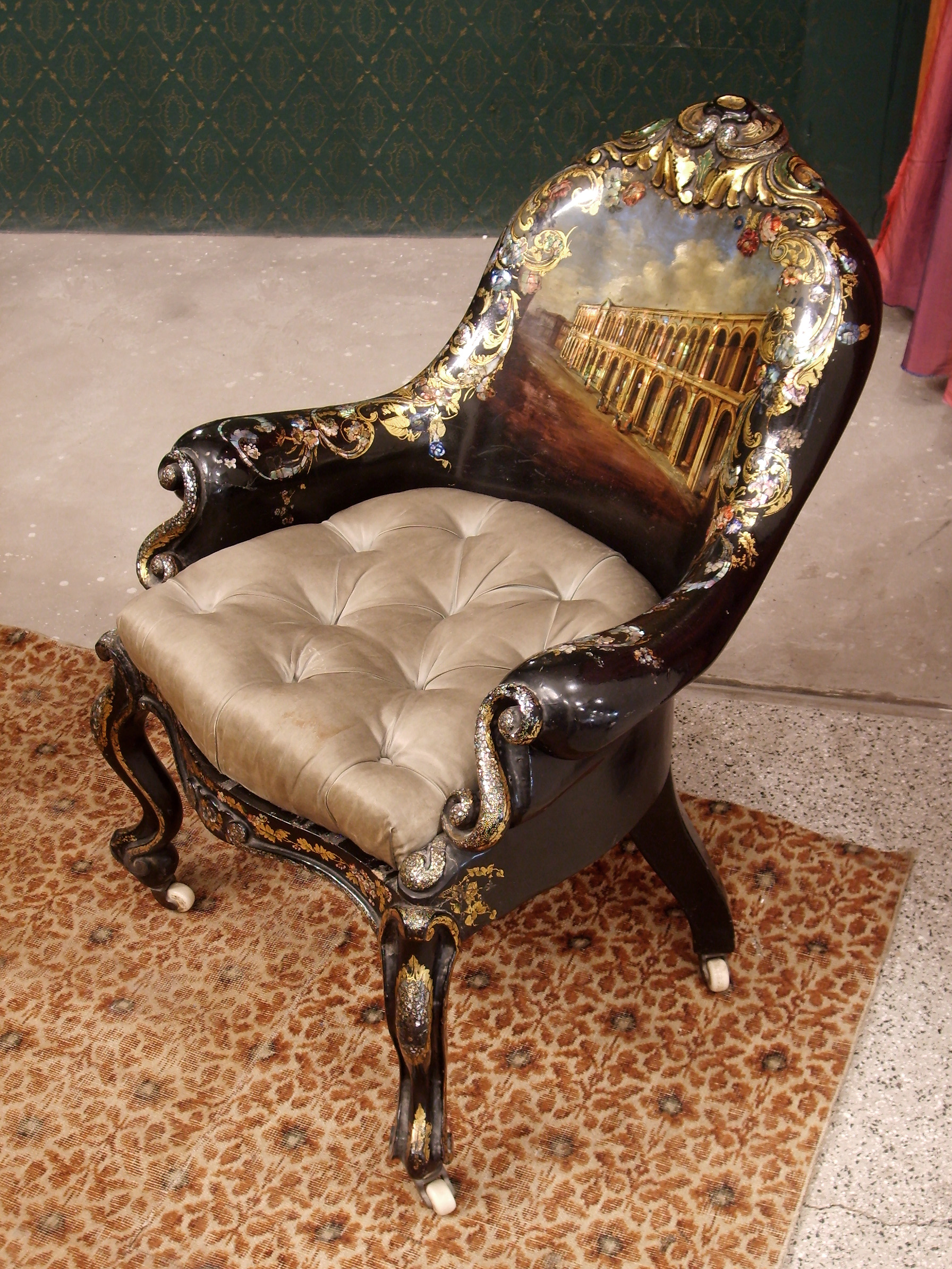
Silla decorada con papel maché y nácar. Museo del Carmen de Maipú, Chile.

Papel maché es el nombre de una técnica artesanal antigua, originaria de China, la India y Persia, consistente en la elaboración de objetos, generalmente decorativos y artísticos, usando pasta de papel. Su denominación proviene de la expresión francesa papier mâché (papel masticado o machacado), pues, antes de existir molinos, la pasta se elaboraba masticando los desechos de papel. Si se combina con yeso o escayola, usualmente para elaborar escenarios de teatro o cine, el término es cartón piedra.
Se debe distinguir del decoupage, técnica que también se usa para decorar objetos con láminas o recortes de papel y telas delgadas, así como de la técnica denominada carta pesta, término usado en Italia para la práctica  de formar capas con trozos o recortes de papel engomados, o usando engrudo, generalmente sobre una base o molde para conseguir la forma deseada.

## Técnica

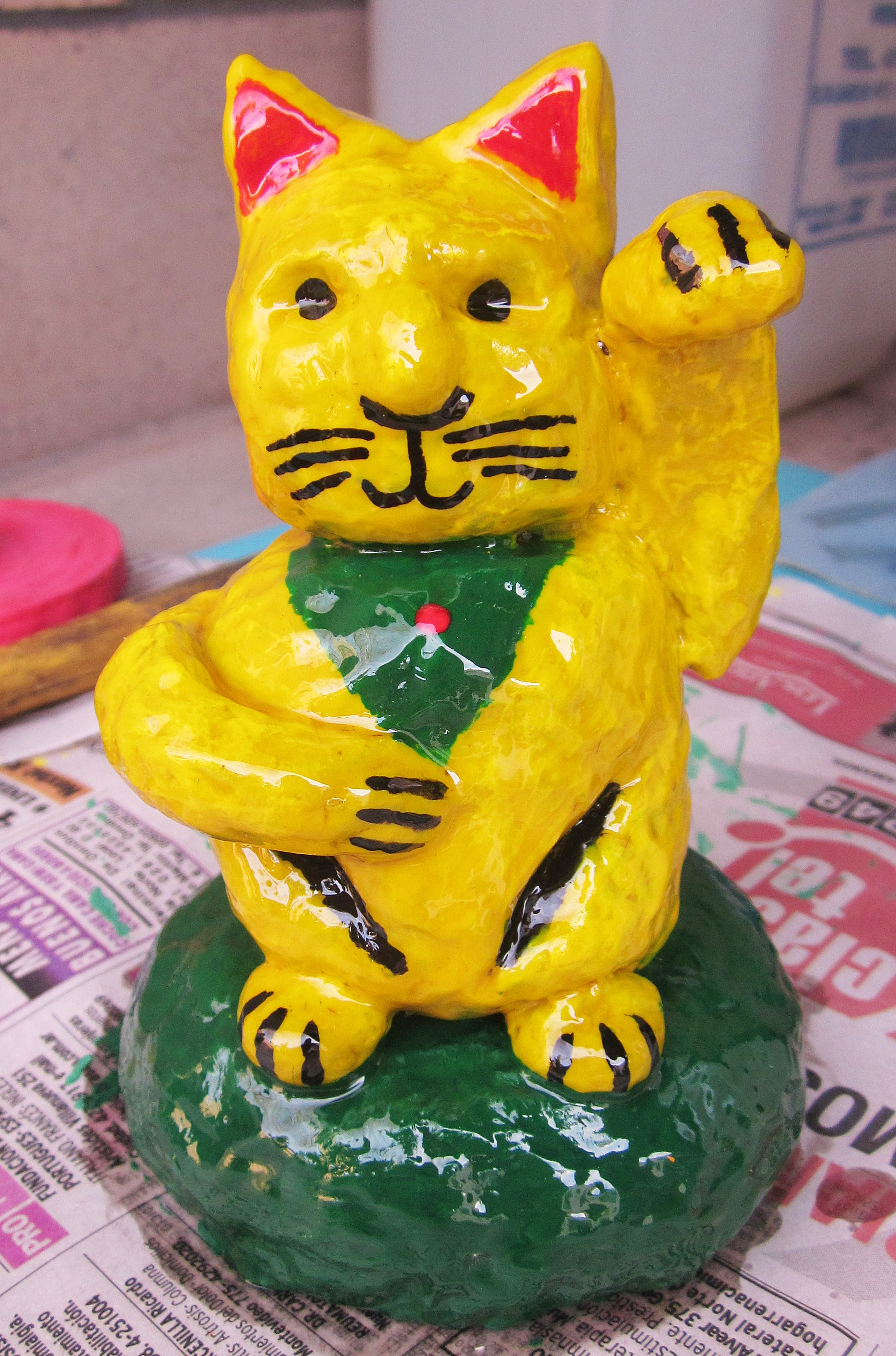
Manualidad hecha de papel maché.

Usualmente la pasta o pulpa de papel se obtiene a partir de papel periódico o papel de estraza cortados en trozos o pedazos, que se maceran y cocinan en agua para luego mezclar la masa obtenida, según la consistencia que se busque, con engrudo, cola de empapelar, yeso, tiza (en menor cantidad que para el cartón piedra) o con harina (en cuyo caso recomiendan usar también formol para evitar formación de moho y mal olor). En seguida se licúa o mezcla hasta obtener la pasta base con la consistencia maleable necesaria para moldear cómodamente el objeto o forma que se quiere obtener.
Una alternativa más rápida es usar papel servilleta, toallas de papel o papel sanitario, con lo cual se obtendrá la pasta más fina y de manera más rápida.
En el mercado, específicamente en tiendas para manualidades o bricolaje, se consigue también una base en polvo para reconstituir con agua y conseguir así la pasta de papel, método más costoso que el artesanal antes descrito cuando se necesita elaborar objetos en gran volumen o cantidad.

## Usos

### En general
En general se usa en todo el mundo para objetos decorativos, utilitarios y para decoración en relieve o para elaborar máscaras, disfraces y utilería o esculturas de carnaval o para teatro y cine. 

### En México

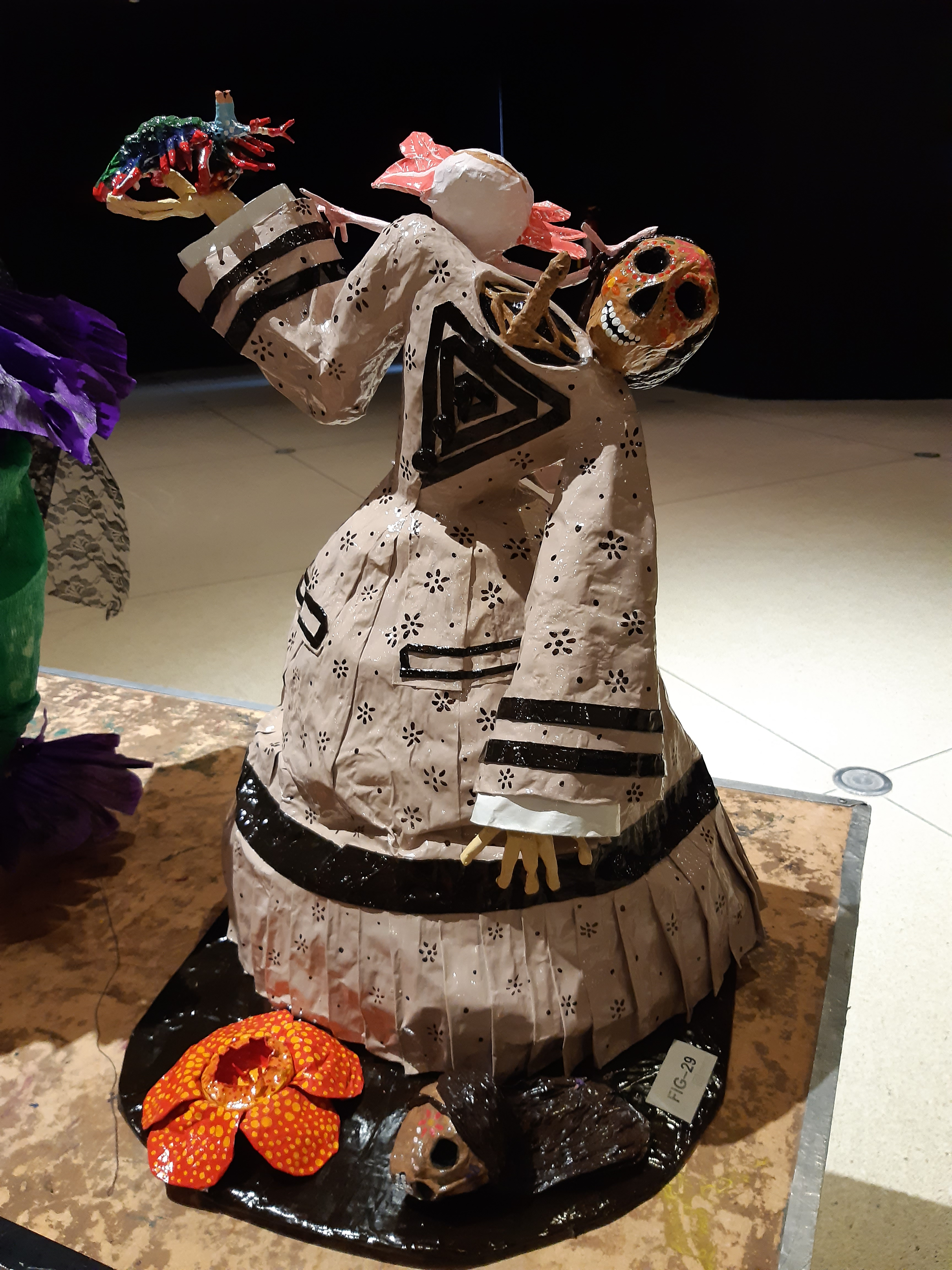
Carmen y los superhéroes de la Naturaleza, Catrina expuesta al Museo Interactivo Laberinto de las Ciencias y las Artes de San Luis Potosí

En México se usa para elaborar piñatas, máscaras, adornos y esculturas en papel como las usadas en el día de muertos.